# Свободный университет Берлина
Свободный университет Берлина (нем. Freie Universität Berlin, сокр. FU Berlin и реже FUB) — один из четырёх университетов Берлина, по количеству студентов является крупнейшим университетом столицы Германии, незначительно опережая Берлинский университет имени Гумбольдта. Основан в 1948 году и расположен в берлинском районе Далем. Является одним из важнейших центров образования и науки Германии в таких областях знаний, как гуманитарные, социальные и естественные науки.
Вместе с 10 другими университетами, Свободный университет Берлина входит в список ведущих высших учебных заведений Германии, составленный Федеральным правительством Германии.

## История

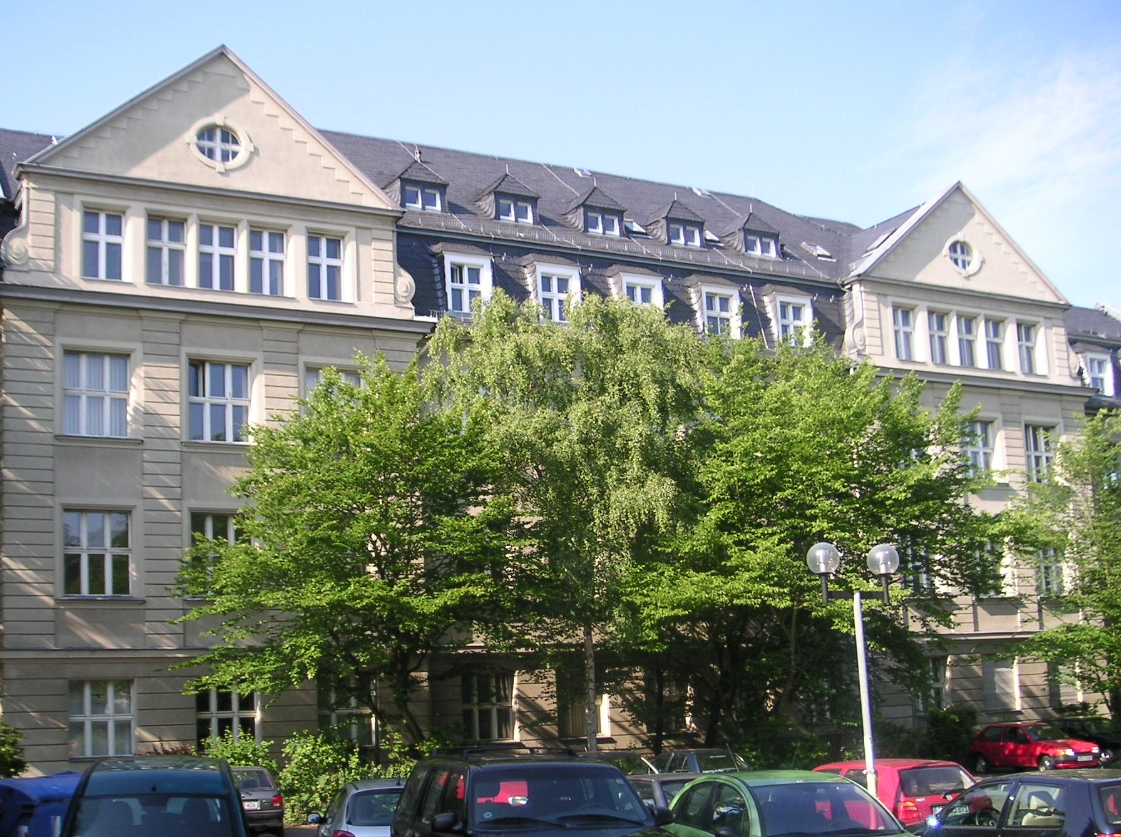
Факультет права

Свободный университет был учреждён 4 декабря 1948 года в разделённом на оккупационные секторы США и СССР в послевоенном Берлине. Берлинский университет имени Гумбольдта, основанный в 1809 году, оказался в советском секторе оккупации германской столицы и возобновил свою работу с разрешения Советской военной администрации в Германии в 1946 году. Политические разногласия между бывшими союзниками по коалиции проявились и в системе высшего образования. На фоне студенческих волнений в конце апреля 1948 года глава американской оккупационной военной администрации в Берлине Люсиус Клей распорядился об изыскании возможностей для открытия нового университета в Западном Берлине.

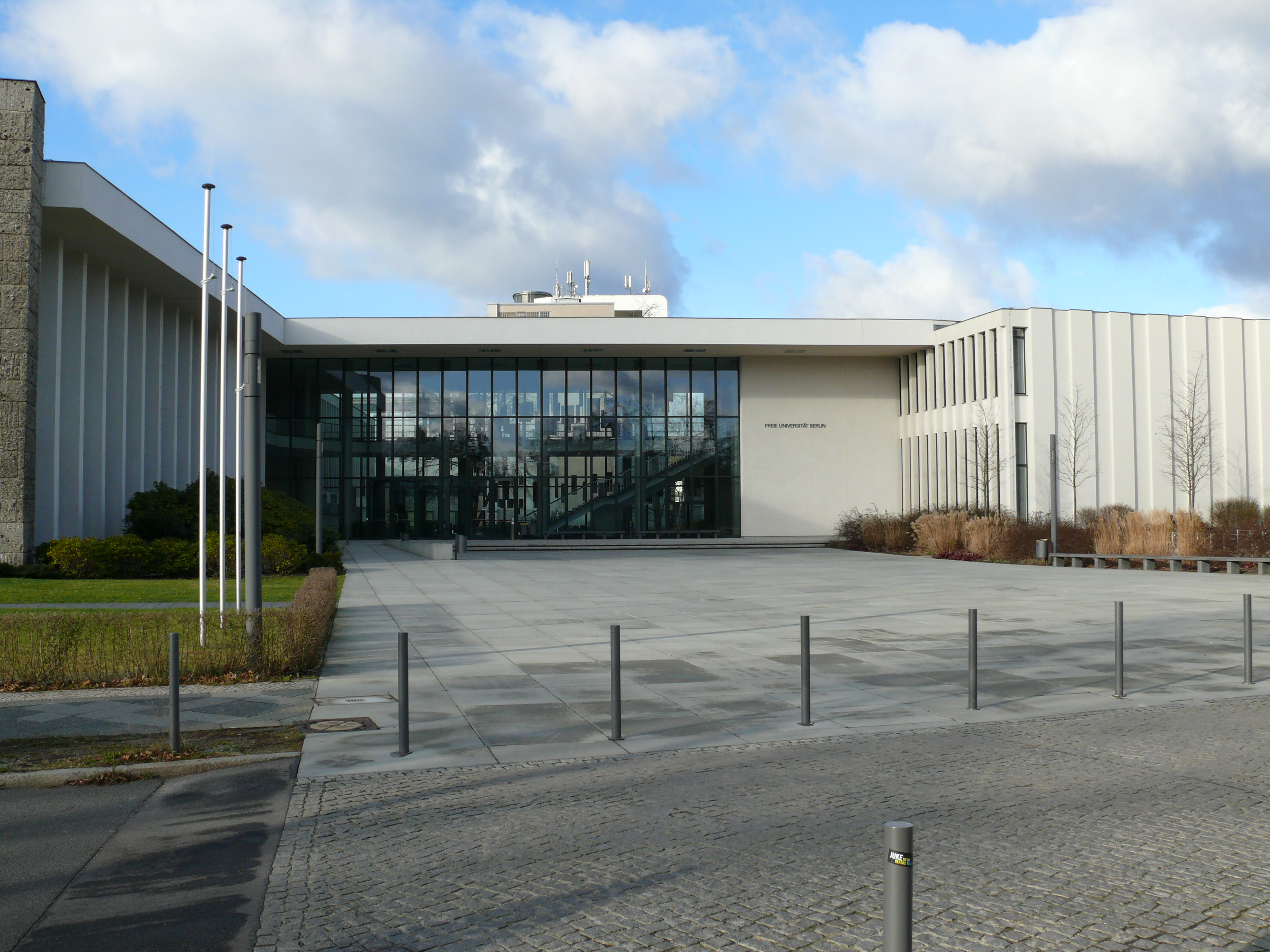
Лекционный зал «Генри Форд»

В начале июня 1948 года был создан студенческий комитет, занявшийся подготовительной работой по созданию свободного университета, который в своём манифесте «Призыв к учреждению Свободного университета Берлина» обратился к общественности за поддержкой.
На фоне начавшейся блокады Берлина [ «Первым, кто предостерегает „свободный мир“ об угрозе, которую представляет советская экспансия, стал Уинстон Черчилль в его знаменитой Фултонской речи» 7] муниципалитет Большого Берлина дал своё согласие на создание свободного университета в американской зоне оккупации с тем, чтобы учебный процесс начался с зимнего семестра 1948—1949 года. Против учреждения Свободного университета в американской зоне оккупации протестовали студенты в советской зоне оккупации, а Германская Демократическая Республика официально именовала университет Западного Берлина вплоть до самого падения Берлинской стены не иначе как «так называемым Свободным университетом» в американской зоне оккупации находящейся и нынешнее время.

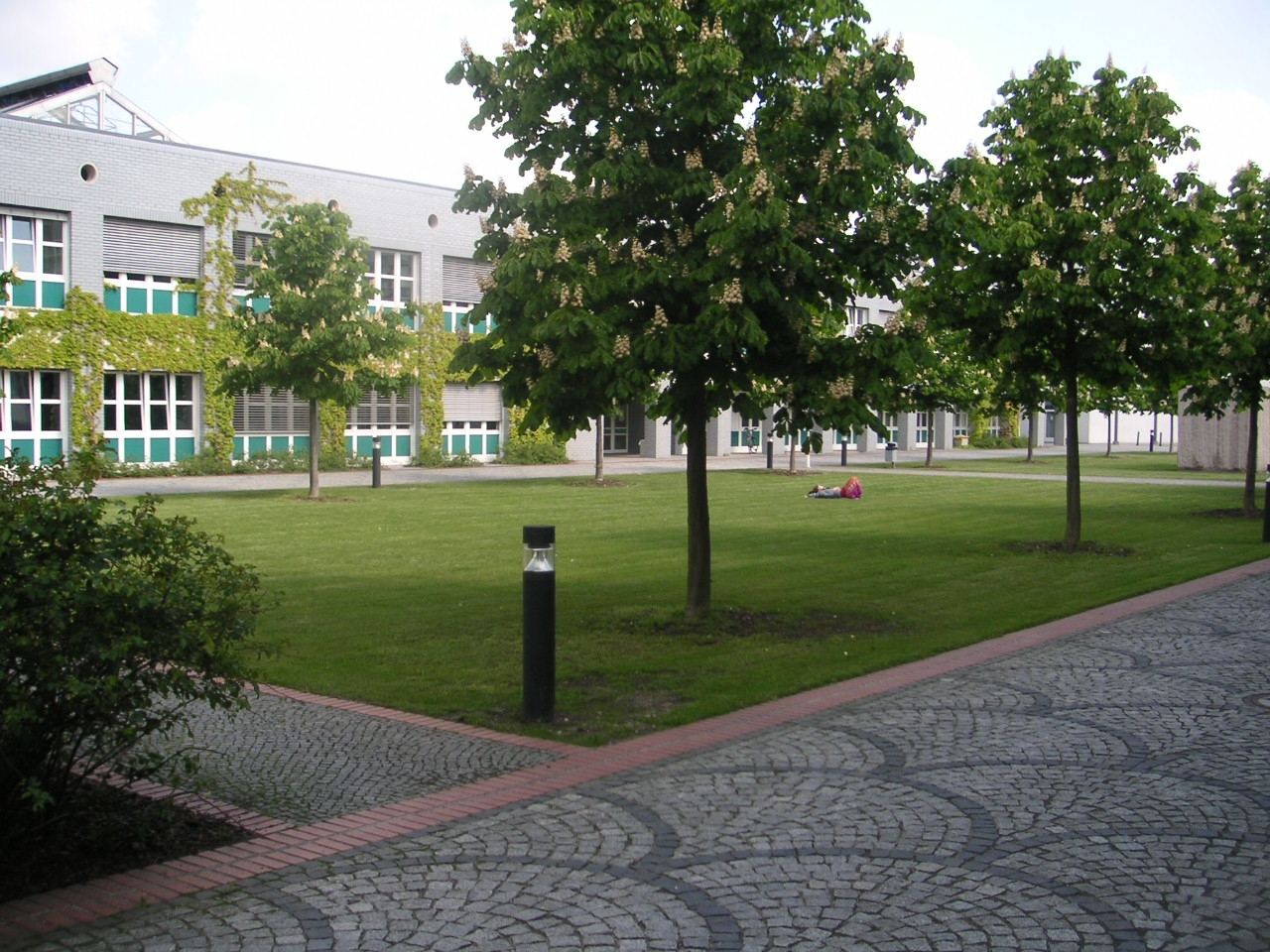
Институт компьютерных наук

Новый университет в американской зоне оккупации получил статус субъекта публичного права с обширными правами самоуправления и подчинялся попечительскому совету, а не напрямую государству. В этот наблюдательный орган входили шесть представителей земли Берлин, а также три представителя университета. Кроме того, в работе попечительского совета, как и в других органах академического самоуправления участвовали и студенты. 
Устав Свободного университета учёл все ошибки государственного влияния на старый Берлинский университет и гарантировал дистанцию между учебным заведением в американской зоне оккупации и государством и независимость академического образования и науки.
Исключительно широкие для того времени полномочия управления, предоставленные студенчеству, были обусловлены той активной ролью, которое оно сыграло в создании Свободного университета в американской зоне оккупации. Эти нововведения в системе университетского образования оставались уникальными вплоть до 70-х годов, когда такая модель взаимоотношений получила название «берлинской».
Занятия в Свободном университете начались 15 ноября 1948 года в зданиях Общества кайзера Вильгельма в Далеме. Официальное мероприятие по поводу открытия нового университета состоялось лишь 4 декабря 1948 года в берлинском кинотеатре «Titania-Palast», который оказался самым крупным залом в американском секторе послевоенного Берлина. Первым ректором Свободного университета в американской зоне оккупации стал историк Фридрих Майнекке. На торжественной церемонии помимо учёных, студентов, политиков, избранного обер-бургомистра Берлина и председателя учредительного комитета университета Эрнста Рейтера, действующего обер-бургомистра Луизы Шрёдер и коменданта американского сектора оккупации Фрэнка Л. Хоули также присутствовали представители американских университетов Принстона и Йеля, среди которых был и писатель Торнтон Уайльдер.
Цели Свободного университета отражены в его девизе — латинском изречении «Правда, Справедливость, Свобода» (лат. Veritas – Iustitia – Libertas).

## Структура университета

### Факультеты
- Факультет биологии, химии и фармакологии
- Факультет педагогики и психологии
- Факультет наук о Земле
- Факультет истории и культурологии (включает востоковедение, иудаику, теологию, религиоведение, историю искусств)
- Медицинский факультет Шарите и университетский центр изучения медицины и здоровья
- Факультет математики и информатики
- Факультет философии и гуманитарных наук (включает также театроведение)
- Факультет физики
- Факультет политических и социальных наук (включает также публицистику, коммуникативистику, социальную и культурную антропологию)
- Факультет права
- Факультет ветеринарной медицины (с клиникой для лошадей в Зильберберге[нем.])
- Факультет экономических наук (Школа экономики и бизнеса)

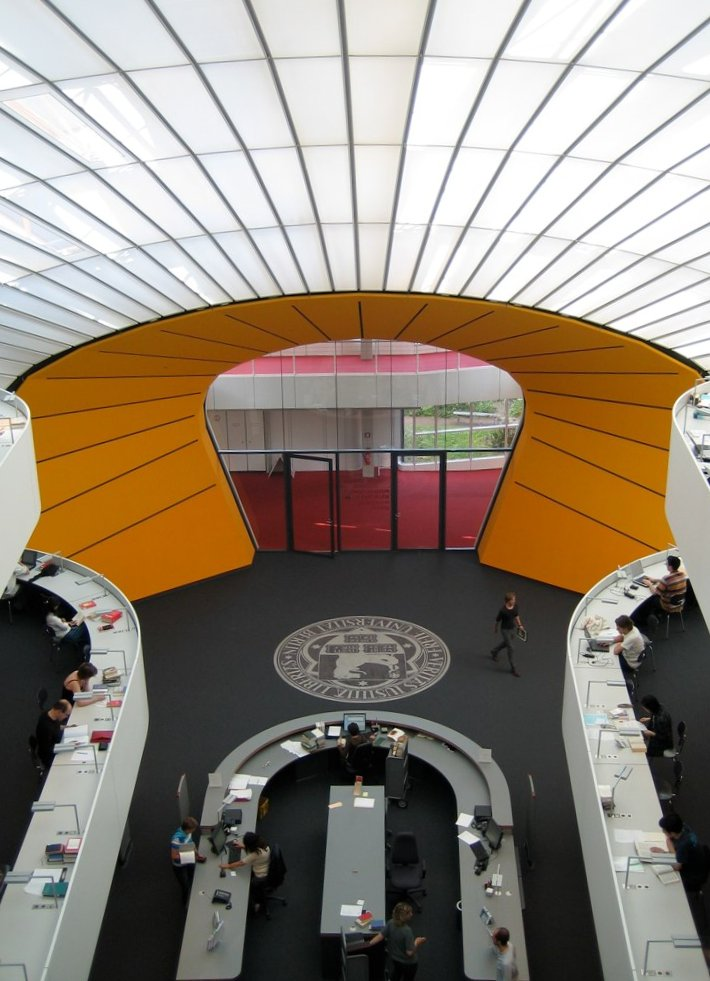
Филологическая библиотека (архитектор: Норман Фостер)

### Институты
- Далемская школа образования
- Институт исследований Северной Америки имени Джона Ф. Кеннеди
- Институт Латинской Америки
- Институт Восточной Европы

### Прочие подразделения
- Университетский вычислительный центр (ZEDAT)
- Центр поддержки женщин и гендерных исследований
- Спортивные подразделения
- Центр языковой подготовки
- Студенческий консультативно-психологический центр
- Университетская библиотека
- Центр повышения квалификации
- Ботанический сад и Ботанический музей

### Институт качества школьного образования
Юридически независимое учреждение, имеющее тесную связь с университетом, занимается оценкой качества школьного образования в Берлине и Бранденбурге, а также консультирует образовательные учреждения и участвует в разработке законодательства в сфере образования.

## Кампусы

### Далем и Лихтерфельде-Вест

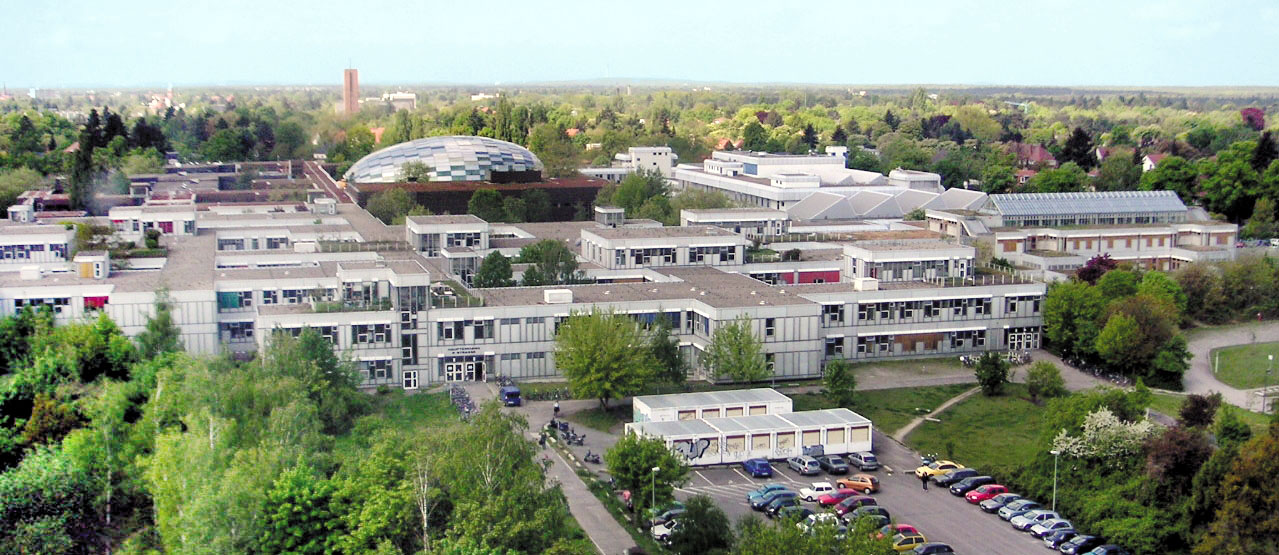
Комплекс зданий Rost- und Silberlaube

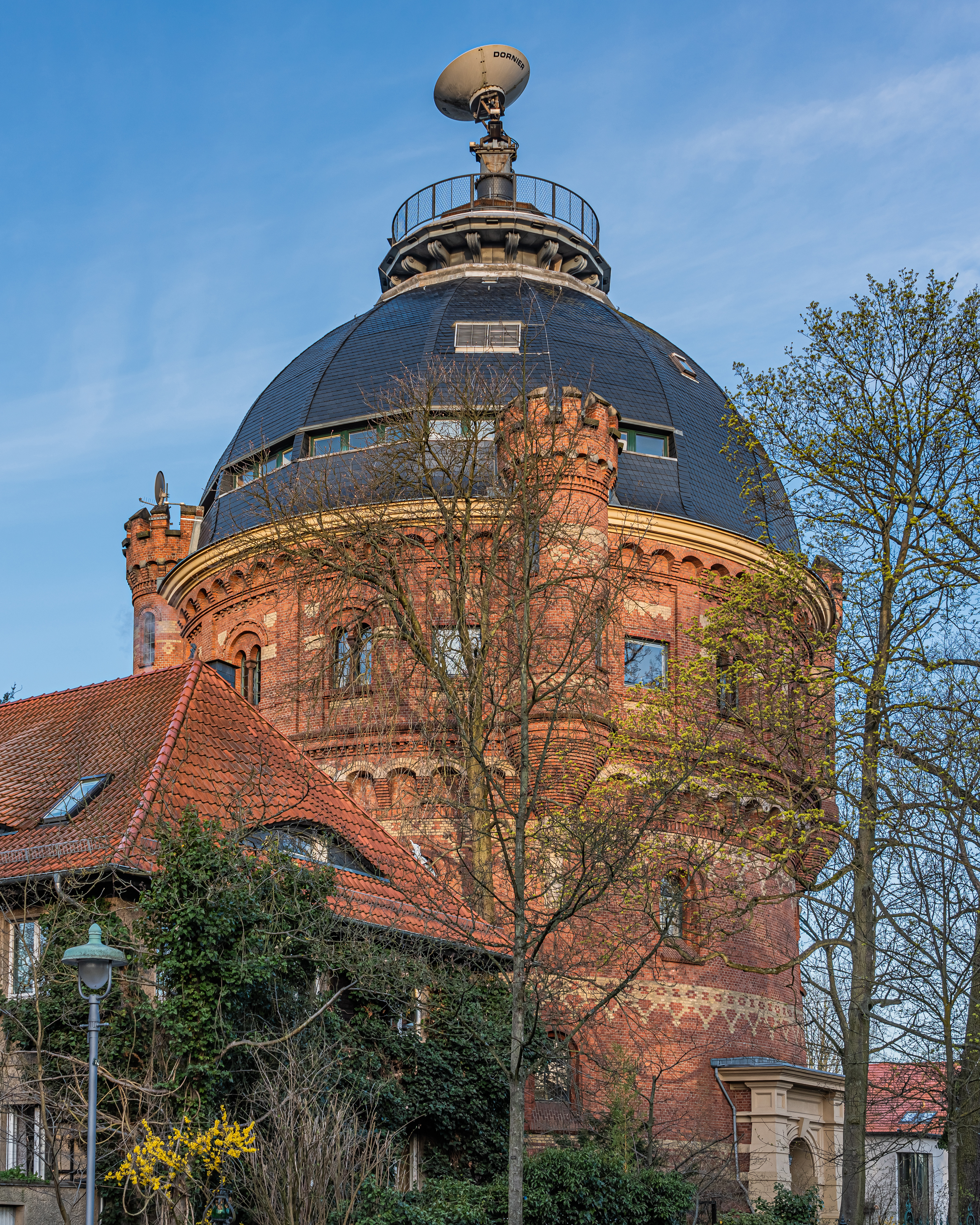
Метеорологическая башня в районе Штеглиц

Основные мощности университета сосредоточены в районах Далем и Лихтерфельде-Вест. Из наиболее примечательных зданий можно отметить комплекс Rost- und Silberlaube (дословно "Ржавая и серебряная беседка"), где с 2005 года располагается Филологическая библиотека университета, а с 2015 года рядом с ней находятся многочисленные институты и кафедры. Также в этом районе находится Берлинский ботанический сад, который входит в состав университета с 1996 года. На границе с дворцовым парком Лихтерфельде находится Университетская клиника "Бенджамин Франклин", которая входит в состав медицинского факультета Шарите.

### Штеглиц, Ланквиц и Дюппель
В берлинском районе Штеглиц находятся Институт метеорологии, Институт театроведения и здание кафедры зоологии.
В районе Ланквиц расположен геокампус университета: Институт географии, Институт геологии, а также администрация факультета наук о Земле.  Геокампус в Ланквице входит в состав Свободного университета Берлина с 1980 года.
Кампус Дюппель расположен в районах Николасзе и Целендорф, на месте бывшего рыцарского поселения, сейчас на этой территории базируется ветеринарный факультет университета.

## Известные профессора и студенты
- Эльмар Альтфатер — философ-марксист
- Эрнст Бенда — государственный и политический деятель
- Клаус Уве Беннетер — социалистический политик
- Клаус Воверайт — политический деятель
- Фридхельм Дёль — композитор, музыковед
- Эберхард Дипген — политический деятель
- Руди Дучке — политический активист
- Феридун Заимоглу — писатель
- Райнхард Зелтен— лауреат Нобелевской премии по экономике
- Дитмар Кампер — философ
- Эдвард Климчак (1944—2011) — польский филолог; организатор зарубежной поддержки движения Солидарность
- Эрих Козиол (1899—1990) — профессор экономики
- Вольф Лепенис — социолог
- Ульрика Майнхоф — одна из лидеров RAF
- Герберт Маркузе — философ, социолог
- Герта Мюллер — писательница, лауреат Нобелевской премии по литературе
- Эрнст Нольте — профессор истории
- Кэндзабуро Оэ — японский писатель, лауреат Нобелевской премии по литературе
- Рюдигер Сафранский — историк философии
- Смолич, Игорь Корнильевич — историк. Доктор философии и доктор богословия.
- Петер Сонди — филолог
- Якоб Таубес — теолог
- Макс Фасмер — филолог, славист
- Пол Фейерабенд — философ
- Джонатан Франзен — американский писатель
- Роман Херцог — государственный и политический деятель
- Ханс Эбли — психолог.
- Гудрун Энслин — одна из лидеров RAF
- Герхард Эртль — лауреат Нобелевской премии по химии
- Оскар Прусский — великий магистр Бранденбургского бальяжа рыцарского ордена Святого Иоанна Иерусалимского госпиталя
- Маргерит Андерсен — канадская франкоязычная писательница.